# Hoshizora e Kakaru Hashi
Hoshizora e Kakaru Hashi (星空へ架かる橋? El pont cap al cel estrellat) es tracta d'un bishōjo i harem japonès, cenyint-nos al significat en el món del manganime, publicat per l'estudi Feng. Hoshizora e Kakaru Hashi va ser adaptada a un anime, produït per Dogakobo sota la direcció de Takenori Mihara i Gō Zappa supervisant el guió, aquest anime va començar a emetir-se l'11 d'abril del 2011.

## Argument
Kazuma Hoshino i el seu germà petit, Ayumu es traslladen a un petit poble, procurant que Ayumu, el germà menor no emmalalteixi. La historia comença quan Kazuma, el germà gran agafa un autobús per dirigir-se a la posada Yorozuro, però pren el bus erroni, en conseqüència demanarà ajuda a una noia anomenada Ui Nakatsugawa, qui els porta fins a la parada correcta; accidentalment Kazuma besarà a Ui. Després d'instal·lar-s'hi en el poble van coneixent a nois i noies amb els quals passaran al voltant de 2 anys en els quals s'expressaran sentiments de tota mena.

## Música
Opening
- Hoshikaze no Horoscope (星風のホロスコープ?) de Nomico

Ending
- Dash do Cinderella (だっしゅどシンデレラ?) de Eriko Nakamura y Ai Shimizu